# Носков, Борис Алексеевич
Носков Борис Алексеевич Носко́в (1899 — 1970) — советский украинский ученый, специалист в области литейного производства.

## Биография
Родился 1 (13 августа) 1899 года в Сормово (ныне Нижний Новгород) в семье служащих, в 1917 году окончил реальное училище, поступил в Нижегородский политехнический институт, из-за гражданской войны вынужден в 1918 году покинуть обучение.
Работал в школе учителем; призван в РККА, служил до 1921 года. Демобилизовавшись, устраивается на Коломенский машиностроительный завод техником.
В 1927 году окончил МГА, возвращается на Коломенский завод, прошел путь от инженера до начальника цеха.
В 1935 году назначен руководителем проекта строительства литейного завода «Можерез» Наркомата путей сообщения; однако из-за бюрократических проволочек строительство затянулось, а впоследствии вообще было законсервировано. В 1936 году возвращается в Коломну, с 1937 года работает главным металлургом предприятия.
Во время Второй мировой войны в эвакуации работал на заводе Кирова. 
В 1943 году удостоен Сталинской премии в составе творческого коллектива за разработку принципиально новой стали для производства танков; всю денежную часть премии передает в Фонд обороны, за что получил личную благодарность от И. В. Сталина.
В 1944 году «номерной» завод № 38 Наркомата тяжелого машиностроения переводится в Харьков, на заводе № 75 (современный Завод имени А. Малышева) он до 1946 года работал главным металлургом.
В 1946 году защищает кандидатскую диссертацию, тогда же начинает преподавать в Харьковском политехническом институте. Того же года награждён, как сам писал, самой дорогой для него наградой — медалью «За доблестный труд в Великой Отечественной войне».
С 1949 года — доцент; с 1956 года возглавляет кафедру технологии литейного производства. Под его руководством защитилось более 20 кандидатов наук и два доктора. Профессор (1960). Доктор технических наук (1964). 
Его основные труды относятся к теории металлургических процессов, теории и практики применения плавильных агрегатов.
Некоторые из них:
- 1948, 1954 — «Технологичность литых деталей», Свердловск, «Машгиз», совместно с Косариковым М. Ф. и Смеляковым Н. Н.,
- 1953 — «Производство литых молотовых штампов», «Машгиз»,
- 1957 — «Конструирование литых деталей», вместе с Смеляковым Н. Н., «Машгиз»,
- 1959 — «Использование шебелинского природного газа при выплавке чугуна» — вместе с Деньгиным И. Н., Харьков,
- 1959 — «Теория металлургических процессов. Конспект лекций», Харьков,
- 1962 — «Теория металлургических процессов с основами физической химии. Конспект лекций в двух частях», Харьков,
- 1964 — «Применение природного газа при вторичной плавке чугуна», вместе с Деньгиным И. Н.,
- 1969 — «Плавка чугуна в вагранках и печах с применением природного газа» — вместе с Пелихом В. Ф., «Машиностроение».

## Награды и премии
- Сталинская премия третьей степени (1943) — за разработку и внедрение в промышленность новых марок сталей, дающих большую экономию ферросплавовВ
- орден Ленина (1943)
- орден Трудового Красного Знамени (1944)
- медаль «За трудовую доблесть» (1942)